# 박문사

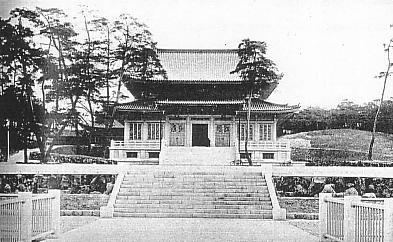
박문사 (博文寺)

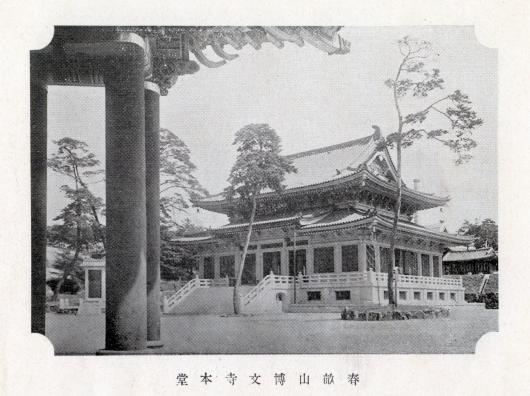
춘무산 박문사 본당

박문사(博文寺)는 일제강점기 서울 중구 장충단공원 동쪽 신라호텔 영빈관 자리에 있던 사찰이다.
장충단은 본래 을미사변 때 피살당한 시위연대장 홍계훈과 궁내부대신 이경직 등을 기리기 위해 대한제국 고종이 쌓은 제단이었다.
이 곳은 명성황후 살해에 대한 항일 감정을 상징하는 장소였기에 1919년 조선총독부는 장충단 자리를 공원으로 바꾸었다. 그리고 1932년에 공원 동쪽에 이토 히로부미를 추모하기 위한 사찰을 짓고, 사찰이 자리잡은 언덕을 춘무산(春畝山)이라고 불렀다. 박문사라는 이름은 이토의 이름 이등박문(伊藤博文)에서 따왔고, 춘무는 이토의 호이다. 박문사는 이토 23주기 기일인 1932년 10월 26일에 완공했다. 낙성식에는 조선총독 우가키 가즈시게와 이광수, 최린, 윤덕영 등 친일부역자와 천여 명 사람이 참석하였다.
정무총감 고다마 히데오(兒玉秀雄)가 발기하여 세운 소토슈 사찰로 건평은 387평이었다. 설립 목적은 "조선 초대총감 이토 히로부미의 훈업을 영구히 후세에 전"하고 "일본불교 진흥 및 일본인과 조선인의 굳은 정신적 결합"을 도모하기 위한 것으로 명시해 있다. 박문사 건축에는 광화문의 석재, 경복궁 선원전과 부속 건물, 남별궁의 석고각을 사용했으며, 경희궁 정문인 흥화문을 이전하여 정문으로 사용하였다. 낙성식에는 조선총독 우가키 가즈시게가 참석하고 히로히토 천황과 황족 하사품도 전했다.
1937년에는 일본군 육탄3용사 동상을 세워 대륙침략을 위한 '정신기지'로 삼기도 하였다. 1939년에는 이곳에서 이토를 포함하여 이용구, 송병준, 이완용 등 한일 병합 공로자를 위한 감사 위령제를 열기도 했다. 이용구 아들인 이석규가 흑룡회와 함께 개최한 이 행사에는 이광수와 최린, 윤덕영 등 약 1천여 명 참석했다.
사찰은 대한민국 정부수립 이후 철거했고, 6.25전쟁으로 부속건물은 파괴되었다. 현재 박문사 터로 추정하는 자리에 신라호텔 영빈관이 있다. 박문사는 사라졌지만, 그곳으로 오르는 길고 가파른 돌계단은 남았다가 신라호텔의 한옥호텔 착공으로 사라졌다.

## 같이 보기
- 장충단공원

## 참고자료
- 권기봉 (2005년 3월 23일). “신라호텔 자리는 이등박문 추모 사찰터 - [서울 역사산책 80] '독도 사태' 맞아 다시 돌아보는 박문사”. 오마이뉴스. 2008년 5월 2일에 확인함. |제목=에 지움 문자가 있음(위치 1) (도움말)
- 서울의 이토 히로부미 추모 사당이었던 박문사 사진